# Yu Hai
Dans ce nom chinois, le nom de famille, Yu, précède le nom personnel.
Yu Hai, né le 4 juin 1987 à Luoyang en Chine, est un footballeur international chinois. Il joue actuellement dans le championnat chinois avec le club du Shanghai SIPG ainsi que dans l'équipe nationale chinoise.

## Biographie

### Carrière en équipe nationale
Yu Hai est convoqué pour la première fois en sélection par le sélectionneur national Gao Hongbo le 4 juin 2009 lors d'un match contre l'Arabie saoudite (défaite 4-1).
Il dispute deux coupe d'Asie : en 2011 et 2015. Il joue trois matchs lors de l'édition 2011 : contre le Koweït, le Qatar et enfin l'Ouzbékistan.
Il participe également à une coupe d'Asie de l'Est en 2010. Il joue enfin 6 matchs comptant pour les éliminatoires de la coupe du monde 2014.
Au total il compte 65 sélections et 10 buts en équipe de Chine depuis 2009.

## Palmarès

### En club
- Avec le Guizhou Renhe :
  - Vainqueur de la Coupe de Chine en 2013
  - Vainqueur de la Supercoupe de Chine en 2014

### En sélection
- Vainqueur de la Coupe d'Asie de l'Est en 2010